# Егідій Лінніґ
Егідій Лінніґ (нід. Egide Linnig, 25 серпня 1821, Антверпен — 13 жовтня 1860, Sint Willibrordus, Бельгія) — бельгійський художник, рисувальник та гравер, відомий переважно як мариніст та жанрист. Мав двох старших братів, котрі також працювали у сфері образотворчого мистецтва. Егідій Лінніґ є вихованцем Королівської академії мистецтв у Антверпені. Для полотен Лінніґа характерним є стиль реалізму.